# Royal Liverpool Philharmonic Orchestra

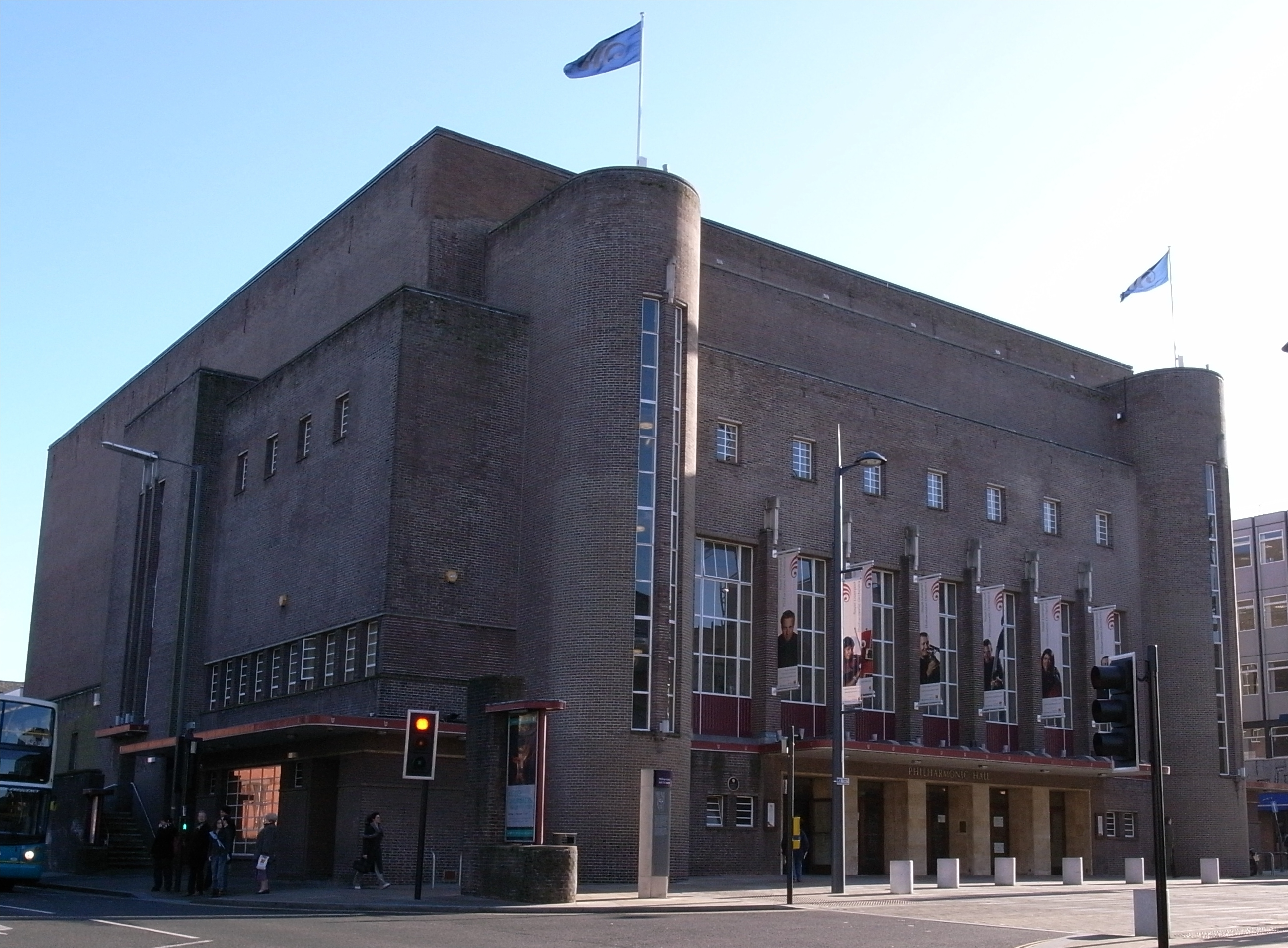
Liverpool Philharmonic Hall

Das Royal Liverpool Philharmonic Orchestra ist eines der ältesten Symphonieorchester der Welt. Seit 1957 trägt das Orchester den durch Königin Elisabeth II. verliehenen Titel Royal, jahrzehntelang als einziges Orchester in Großbritannien.

## Geschichte
Die Gründung des Orchesters geht auf das Jahr 1840 mit der Gründung der Liverpool Philharmonic Society zurück, in der Bürger Anteile zur Finanzierung erwerben konnten, die gleichzeitig einen Subskriptionscharakter hatten. Erster Dirigent war der Schweizer Jakob Zeugheer. Ab 1867 folgten mit Julius Benedict, Max Bruch und Charles Hallé drei deutsche Dirigenten bis 1895. Bekannte Chefdirigenten in der Mitte des 20. Jahrhunderts waren Malcolm Sargent, Paul Kletzki, John Pritchard und Charles Groves. Von 1977 bis 1980 hatte mit Walter Weller erstmals ein Österreicher die musikalische Leitung inne, von 1983 bis 1986 mit Marek Janowski erneut ein Deutscher und von 1987 bis 1997 mit Libor Pešek ein Tscheche, der dem Orchester bis 2022 als Ehrendirigent („conductor laureate“) verbunden blieb. Wassili Petrenko war ab 2006 „principal conductor“ und von 2009 bis 2021 Chefdirigent des Orchesters. Sein Nachfolger wurde 2021 Domingo Hindoyan.
Im Jahr 1993 wurde auch der zuvor schon das Orchester dirigierende Komponist Carl Davis Dirigent des Royal Liverpool Philharmonic Orchestra. Zum 150-jährigen Jubiläum des Orchesters hatte Paul McCartney mit Davis das 1991 in der Liverpool Cathedral aufgeführte Werk Liverpool Oratorio arrangiert und komponiert.
Das Orchester spielte von 1849 bis zur Zerstörung durch einen Brand 1933 in der alten Philharmonic Hall, die für ihre herausragende Akustik bekannt war. An gleicher Stelle entstand 1939 der noch heute genutzte gleichnamige Neubau mit Anlehnungen an Art déco und das Bauhaus.

## Weblink
- Website des Orchesters (englisch)

## Belege
1. 1 2  The Orchestra – Conductors. In: Royal Liverpool Philharmonic. 2022 (englisch).
2. ↑  Paul McCartney: Lyrics. 1956 bis heute. Hrsg. mit einer Einleitung von Paul Muldoon. Aus dem Englischen übersetzt von Conny Lösche. C. H. Beck, München 2021, ISBN 978-3-406-77650-2, S. 202–209 (Ghosts of the Past Left Behind).